# 11133 Kumotori
11133 Kumotori eller 1996 XY är en asteroid i huvudbältet som upptäcktes den 2 december 1996 av den japanska astronomen Takao Kobayashi vid Ōizumi-observatoriet. Den är uppkallad efter det japanska berget Kumotori.